# Tríada aventina
La Tríada aventina (también llamada Tríada plebeya o Tríada agrícola) es un término moderno para referirse al culto conjunto de las deidades romanas Ceres, Líber y Libera (relacionada con Proserpina). El culto se estableció alrededor del 493 a. C. dentro de un distrito sagrado (templum) en el monte Aventino o cerca de él, tradicionalmente asociado con la plebe romana. Relatos posteriores describen la construcción del templo y sus ritos como de estilo «griego». Algunos historiadores modernos describen la Tríada aventina como una antítesis plebeya paralela y deliberada de la Tríada arcaica de Júpiter, Marte y Quirino y la posterior Tríada capitolina de Júpiter, Minerva y Juno. La tríada aventina, el templo y sus ludi (juegos y representaciones teatrales) asociados sirvieron como un foco de identidad plebeya, ocasionalmente en oposición a la élite gobernante original de Roma, los patricios.

## Orígenes
La relación aventina entre Ceres, Liber y Libera probablemente se basó en primer lugar en sus funciones como deidades agrícolas y de la fertilidad para la plebe, como un grupo social distinto. El dios Liber había sido compañero tanto de Ceres como de Libera en cultos de fertilidad distintos y dispares que se habían extendido a lo largo de toda la península italiana helenizada, mucho antes de su adopción oficial por parte de Roma,  o más bien, de su asimilación parcial, en tanto el culto mismo de Ceres parece haber sido considerado más tratable y obediente que el de Liber. Los cultos aventinos de la plebe, descritos en fuentes romanas posteriores como de carácter distintivamente griego, pueden haber sido reforzados e influenciados adicionalmente por sus similitudes percibidas con deidades griegas particulares: Ceres con Deméter, Liber con Dionisio (el Baco romano) y Libera con Perséfone (la Proserpina romana) o con Ariadna. Conforme a la teología romana, la equivalencia interna y externa de la Tríada aventina se mantuvo  especulativa, amplia y flexible. Mucho después de su establecimiento, Cicerón rechazó la equivalencia entre Liber y Dionisio y afirmó que Ceres era la madre de Liber y Libera.

## Fundación
La Tríada aventina fue establecida poco después del derrocamiento de la monarquía romana y el establecimiento de la República romana. La mayoría de los ciudadanos plebeyos de Roma eran gobernados por los patricios, un pequeño número de poderosos terratenientes aristócratas que clamaaban un derecho tradicional y exclusivo a los más altos cargos religiosos, políticos y militares en Roma. Los plebeyos no solo servían en las legiones romamas, sino que constituían la columna vertebral de su economía – pequeños propietarios, trabajadores, especialistas calificados, administradores de latifundios, viticultores, importadores y exportadores de grano y vino. En un contexto de hambruna en Roma, con una inminente guerra contra los latinos y una amenaza de secesión plebeya, el dictador Aulo Postumio (c. 499 o 496 a. C) consagró un templo a las deidades patronas de la plebe, Ceres, Liber y Libera en el monte Aventino o en sus cercanías. La hambruna terminó y los soldados y ciudadanos plebeyos de Roma cooperaron en la conquista de los latinos. En el año 493 a. C., un templo recién construido en o cerca del Aventino se dedicó a la Tríada y tuvieron lugar los primeros ludi scaenici (obras de teatro religiosas) de las que haya registro en Roma, en honor a Liber y para beneficio del pueblo romano. Es posible que las fiestas de Liber, las Liberalia, daten de esta época.
El dominio patricio estaba manifiesto en la Tríada capitolina de Júpiter, Marte y Quirino en la colina Capitolina, en pleno corazón de la ciudad. El templo capitolino se alzaba dentro de los límites sagrados de la ciudad (pomerium). El monte Aventino, en cambio, estaba fuera de ellos. En la mayoría de las versiones del mito fundacional de Roma, fue en este monte en donde el desafortunado Remo perdió ante su hermano Rómulo cuando compitieron para ver quien era un mejor augur para decidir la fundación, el nombre y el liderazgo de Roma. La consagración de Aulo Postumio ha sido interpretada como un reconocimiento pragmático y oportuno de la ciudadanía plebeya como una agrupación social y política distinta y con sus propios valores, tradiciones e intereses; es posible que su intención haya sido la confirmación de que la plebe y sus deidades eran plenamente romanas, pero su cumplimiento centró la cultura y la identidad plebeyas en una tríada de deidades solo parcialmente asimiladas a la religión romana oficial. Algunos de los aspectos de sus cultos eran aún considerados «no romanos» en términos morales por parte de las autoridades de Roma. De esta manera, la Tríada aventina le brindó a la plebe lo que los historiadores modernos han descrito de diversas formas como un paralelo a la Tríada capitolina oficial y su «copia y antítesis». Entre otras innovaciones religiosas basadas en sus intereses anticuarios, el emperador Claudio volvió a demarcar el pomerium para que incluyera el monte Aventino.

## Desarrollo
La plebe siguió estableciendo y administrando sus leyes propias (plebiscita) y celebrando concilios formales de las que eran excluidos los patricios. Elegían a sus propios magistrados y buscaban la confirmación religiosa de sus decisiones por medio de sus propios augures, que según la tradición religiosa plebeya habían sido introducidos por Marsias, un sátiro o sileno en el séquito del dios Liber. Entretanto, los tribunos plebeyos, una nobleza plebeya emergente y un pequeño pero cada vez mayor número de políticos popularistas de ascendencia patricia ganaban una influencia cada vez mayor sobre el gobierno y la vida religiosa de Roma. Cualquiera que ofendiera los derechos sagrados y la persona de un tribuno plebeyo se veía sujeto a la declaración de homo sacer, y podía ser ejecutado con impunidad y su propiedad, casi con seguridad, confiscada para Ceres. Aun así, los Ludi Cereales (Cerealias) oficiales no se establecieron sino hasta el 202 a. C. Las fiestas de Liber y los aspectos báquicos o dionisiacos de su culto fueron suprimidos bajo la feroz Senatus consultum de Bacchanalibus del 186 a. C. Los ritos de las Liberalias fueron transferidos a las Cerealias, aunque al cabo de unos años fueron restituidos a Liber.
La compleja e investigativa teología republicana tardía de Varrón agrupa a Ceres junto con Tellus y Venus, y por lo tanto (en el razonamiento varroniano) con Victoria, así como a Ceres con Libera, cuando esta última es entendida como el aspecto femenino de Liber.

## Cultos y sacerdocios
No hay evidencia disponible de los sacerdocios tempranos de la Tríada aventina, ya sea en el culto conjunto o individual a sus deidades. Es posible que los ediles plebeyos, así llamados a raíz de su servicio en los aedes (santuarios o templos) hayan actuado como sacerdotes de culto para sus comunidades y que hayan servido a Liber y Libera en tal capacidad. Ceres era servida por un flamen Cerealis, por lo general un plebeyo. Sus deberes incluían la invocación de sus deidades asistentes así como el servicio de culto a la diosa de la tierra Tellus. Desde alrededor del 205 a. C., un culto mistérico conjunto hacia Ceres y Proserpina se llevó a cabo en el templo de la Tríada aventina, además de sus ritos más antiguos. Este ritus graecus cereris reconocía a Libera como una diosa equivalente a la romana Proserpina. No se conoce el nivel de participación de Liber, si es que la hubo. La iniciación se reservaba a las mujeres y el culto era atendido por sacerdotisas de casta socia alta. De acuerdo con Cicerón, los hombres tenían prohibido mirar la imagen de culto de Ceres; esto podría implicar el uso de imágenes de culto separadas, o el uso de las mismas imágenes en diferentes ritos segregados por género.

## Templo
El templo de la Tríada aventina era conocido por el nombre de su deidad principal, de forma que las fuentes romanas lo describen como el Templo de Ceres, si bien en su interior cada deidad tenía su santuario interno (cella) aparte. El templo servía como un centro de culto para las deidades patronas de los plebeyos, como depósito sagrado para registros plebeyos y como sede central de los ediles plebeyos; allí también eran depositadas las actas o conclusiones de los decretos senatoriales, bajo la protección de Ceres como guardiana de las leyes en nombre del pueblo romano. Si bien es posible que la estructura y el mobiliario originales del templo hayan sido financiados en parte o completamente por sus patrocinadores patricios, sus imágenes de culto y posiblemente su mantenimiento se financiaron parcialmente a través de ofrendas voluntarias y en parte a través de las multas recaudadas por los ediles plebeyos de manos de quienes infringían las leyes civiles y religiosas plebeyas. A finales de la República, es posible que el templo se haya deteriorado: Augusto inició su restauración, que fue completada por su sucesor Tiberio. La descripción posterior de su estilo y diseñadores por parte de Plinio el Viejo como «griegos» es tomada como una evidencia más de las continuas conexiones culturales plebeyas con la Magna Grecia, financiadas oficialmente hasta bien entrada la era imperial. No sobrevive rastro alguno de la construcción del templo, y el registro histórico y epigráfico solo ofrece escasos detalles para sugerir su ubicación exacta.